# Richard Ste-Marie
Pour les articles homonymes, voir Sainte-Marie.
Richard Ste-Marie (1945 à Québec au Canada - ) est un écrivain, artiste en arts visuels et musicien québécois.

## Biographie
Il entre au Conservatoire de musique et d'art dramatique du Québec (1956-1960) où il étudie la clarinette, puis amorce à 16 ans une carrière de saxophoniste dans un quartet de jazz en compagnie de son ami Daniel Lessard. En même temps, il fait partie de la fanfare de la réserve navale du Canada comme musicien de 1961 à 1968.
De la fin des années 1960 jusqu’au début des années 1970, il joue avec divers groupes de musique populaire un peu partout au Québec. Sa carrière de musicien est interrompue de 1972 à 1980, mais reprend de plus belle à partir de 1980 avec la formation de la Fanfafonie, un des groupes pionniers d'animation de rue au Québec. La Fanfafonie joue dans de nombreux festivals et fêtes populaires. En 1982, la Fanfafonie fait une brève tournée d’un mois en Belgique, et l'année suivante, elle s’associe avec le Cirque du trottoir de Bruxelles pour former le Théâtre National Populaire (de luxe) pour une tournée de quatre mois dans de nombreuses villes européennes, dont Lausanne, Fribourg, Nyon, Metz, Strasbourg, Le Havre, Lyon, Lille, Saint-Jean-de-Maurienne, Bruxelles, Anvers, Liège, Tournai, Bruges, Ostende et Namur.
Pendant cette tournée européenne, la Fanfafonie et le Cirque du trottoir préparent avec Guy Laliberté et les Échassiers de Baie-Saint-Paul un projet pour les fêtes de Québec 1534-1984 qui devient la première tournée québécoise du Cirque du Soleil en 1984, où sont visités Gaspé, Baie-Comeau, Rimouski, Baie-Saint-Paul, Saint-Jean-Port-Joli, Québec, Orford, Hull et Montréal.
En décembre 1984, Richard Ste-Marie met fin à sa carrière professionnelle de musicien pour se consacrer à l'enseignement.
En parallèle à sa carrière de musicien, il a poursuivi des études à l'École des beaux-arts de Québec où il décroche un diplôme en 1970, année où il devient professeur assistant d'Ulysse Comtois à l'École des arts visuels de l'Université Laval. Il y enseigne successivement la sculpture, le dessin et l'estampe numérique pendant trente ans. Il prend sa retraite de l’enseignement en décembre 2000.
De 2002 à 2010, il anime des émissions culturelles à CKRL-FM à Québec. Il se consacre depuis à l'écriture de romans policiers et de nouvelles.

## Œuvre

### Romans
- Un ménage rouge, Montréal, Stanké, 2008, 187 p. (ISBN 978-2-76041-065-7)
- L'Inaveu, Lévis, Alire, coll. « Romans » (no 146), 2012, 242 p. (ISBN 978-2-89615-079-3)
- Repentir(s), Lévis, Alire, coll. « GF » (no 30), 2014, 334 p. (ISBN 978-2-89615-112-7)
- Le Blues des sacrifiés, Lévis, Alire, coll. « GF » (no 47), 2016, 364 p. (ISBN 978-2-89615-149-3)
- De ton fils charmant et clarinettiste, Lévis, Alire, coll. « GF » (no 64), 2018, 272 p. (ISBN 978-2-89615-174-5)
- Stigmates, Lévis, Alire, coll. « GF » (no 96), 2021, 344 p. (ISBN 978-2-89615-311-4)
- Monsieur Hämmerli, Lévis, Alire, coll. « GF » (no 104), 2022, 214 p. (ISBN 978-2-89835-016-0)

### Nouvelles
- 2015 : Le monde selon Hämmerli, nouvelle, Revue Alibis #56
- 2014 : Docteur Hämmerli, nouvelle, Revue Alibis #50
- 2014 :  Le Palmarès, dans Crimes à la librairie (Collectif) Druide, 336 pages
- 2013 : Quatre écrivains à Parthenais, article, co écrit avec Jean-Jacques Pelletier, Revue Alibis #48
- 2013 : La justice pour le mal, nouvelle, Revue Alibis #46
- 2012 : La malle, nouvelle, Clair-Obscur #10
- 2012 : Petite suite Hämmerli, nouvelle, et L'auteur, son traducteur et moi, article, Revue Alibis #44
- 2012 : La colère d'Hämmerli, nouvelle, Revue Alibis #41
- 2011 : Personnage (enquête d'auteurs), nouvelle, Revue Alibis #38
- 2010 : : Monsieur Hämmerli, nouvelle, Revue Alibis # 35
- 2010 : Serpents et échelles, nouvelle, Revue Alibis # 34
- 2009 : Histoire(s), nouvelle, Revue Alibis # 32

CD
- Jean Deronzier lit Richard Ste-Marie, CD audio, 11 textes lus par Jean Deronzier, décembre 2001

### Essais et articles
- 2015 : La censure, essai, Revue Alibis #56
- 2009 : Textes du catalogue de la Biennale internationale d'estampe contemporaine de Trois-Rivières
- 2004 :Les petites misères, 201 pages,  (ISBN 2-922994-00-7)
- 2003 : La beauté de la chose, essai, 32 pages, broché,  (ISBN 2-9804739-3-6) (OCLC 637430599).
- 2002 : La beauté, revue RND, mai 2002
- 2001 : 'Y a trop d'artistes, les œuvres d'art sont trop chères mais c'est pas grave parce que tout l'monde s'en fout, essai, 32 pages, broché,  (ISBN 2-9804739-9-5).
- 2000 : Co-rédacteur avec Nicole Malenfant du Code d’éthique de l’estampe originale, « Conseil québécois de l’estampe »(Archive.org • Wikiwix • Archive.is • Google • Que faire ?).
- 2000 : Co-rédacteur avec Nicole Malenfant du Code d’éthique de l’estampe originale, « Conseil québécois de l’estampe »(Archive.org • Wikiwix • Archive.is • Google • Que faire ?). 1999 : L'estampe virtuelle Nouvelles de l'estampe, Revue du Comité national de la Gravure française, Bibliothèque nationale de France.
- 1996 : Le Sabord, #43, page 40, printemps-été 1996.
- 1996 : Actes du colloque : Les enjeux de l'estampe à l'aube du XXIe siècle, Musée du Québec.
- 1996 : Fondements de la sculpture, Québec, Éditions Mémoire Vive.
- 1996 : Sombre Histoire, Québec, Éditions Mémoire vive.
- 1995: Fondements de la sculpture, manuel, de Richard Ste-Marie, 52 illustrations n/b 186 pages,  (ISBN 2-9804739-2-8).
- 1992 : Estampe et Technologies, De l'estampe, volume 11, 1992. 1991-1993 : Co-directeur de la rédaction, De l'estampe, volumes 11 et 12, CQE.

### Livres d'artiste
- 2011 : Les portes parlantes, livre d'artiste de Hélène Pouliot (photos), collaboration pour 1 texte. Collectif 70 auteurs.
- 1996 : sombre histoire, 42 images (estampes numériques originales et reproductions), 6 textes de l'auteur, 100 pages.
- 1995 : Le Fou, Québec, Éditions Mémoire vive, 9 estampes numériques originales, texte de l'auteur.
- 1994 : Oka, Québec, R. Ste-Marie éditeur, 4 infographies sérigraphiées, texte de l'auteur. 1994
- 1993 : Album de famille, 6 estampes numériques originales, 4 textes. • Jaune imprévu, estampes originales, 1 texte, Engramme (collectif).
- 1990 : Intarsia, estampes originales, 1 texte, École des arts visuels, Université Laval (collectif).
- 1987 : Lieux du rêve, estampes originales, 2 textes, École des arts visuels, Université Laval, Québec (collectif).

## Honneurs
- 2012 : Prix Coup de cœur du club du polar de la Bibliothèque Mathilde-Massé pour L'inaveu
- 2016 : Prix Coup de cœur du club du polar de la Bibliothèque Mathilde-Massé pour Le blues des sacrifiés